# Eumenes mongolicus
Eumenes mongolicus är en stekelart som först beskrevs av Moravitz 1889.  Eumenes mongolicus ingår i släktet krukmakargetingar, och familjen Eumenidae. Inga underarter finns listade i Catalogue of Life.